# Evropa

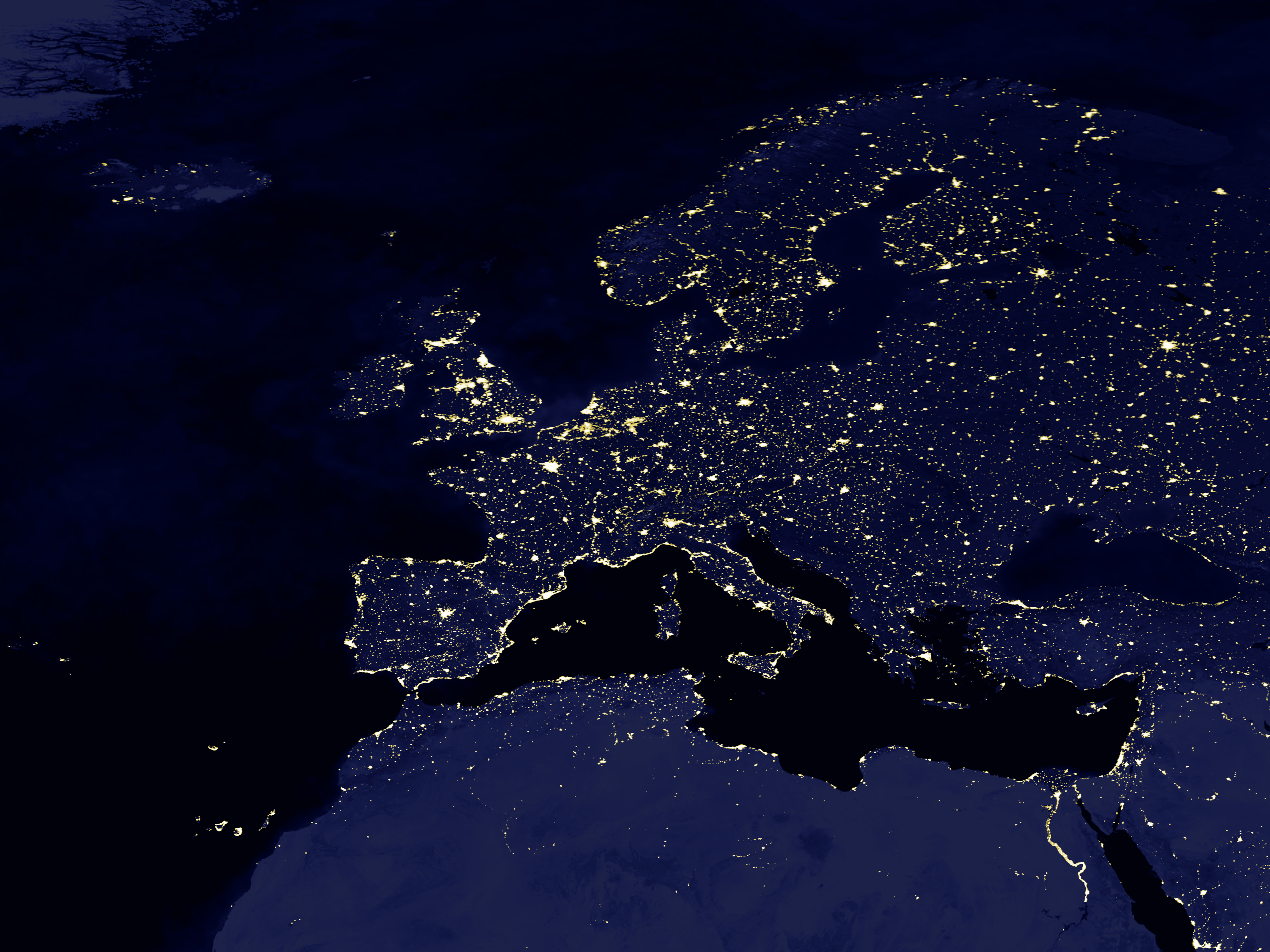
Satelitní snímek Evropy v noci

Evropa je jeden ze sedmi světadílů, západní část kontinentu Eurasie. Ze severu jej ohraničuje Severní ledový oceán, ze západu Atlantský oceán, z jihu Středozemní a Černé moře spolu s vodními cestami, které je spojují, a z východu Asie (o přesném průběhu této části hranice nepanuje konsenzus).
Jde o druhý nejmenší světadíl s rozlohou asi 10 058 912 km² (2009) (asi 7 % zemského povrchu), který je zároveň druhý nejhustěji zalidněný (asi 72 obyvatel/km²), takže asi 742 500 000 obyvatel Evropy (2013) představuje přibližně 9,6% podíl na světové populaci (údaje k roku 2009).
V Evropě se mimo jiné formovala tzv. západní civilizace. Některé evropské národy hrály roli ve světovém dění v období kolonialismu od cca 16. století do počátku století 20., kdy byl jejich vliv zatlačen do pozadí Spojenými státy americkými – důvodem byla politická a národnostní různorodost Evropy, válečné boje obou světových válek, čtyřicetileté rozdělení Evropy tzv. železnou oponou a přijetí amerického dolaru jako základního mezinárodní platidla (tvorba měnových rezerv jednotlivých států apod.).
Současná politická a jazyková pestrost Evropy komplikují snahy o její politickou centralizaci, včetně území, které jsou součástí Evropské unie. V Evropě se mluví 218 jazyky z nejméně 6 jazykových rodin (indoevropská, uralská, altajská, afroasijská, severokavkazská a baskičtina); naprostá většina mluvčích však připadá na jazyky indoevropské. Jednotlivé státy jsou obvykle založeny na národních základech.

## Název
Název kontinentu se odvozuje z řeckého slova Ευρώπη (Európé) a prostřednictvím latinské podoby Europa pronikl do téměř všech jazyků světa. Etymologie vlastního výrazu Ευρώπη je nejasná: může pocházet od výrazu ευρωπός (europos) – „libě se nesoucí“, nebo ευρύς (eurys) – „široký, s velkýma očima“. Jiné teorie odvozují původ názvu od asyrského erebu – „západ (slunce)“ či od akkadského slova s významem „temný“.
Podle řecké mytologie je název kontinentu spojován s bájnou postavou krásné Európy, dcery týrského krále Agénora, do níž se zamiloval sám vládce bohů Zeus. Aby mohl Európu unést, proměnil se v krásného bílého býka; když na něj zmámená dívka usedla, přeplul s ní moře na břeh vzdálené pevniny a posléze na ostrov Krétu. Európa mu zde dala tři syny: Mínoa, který se později stal krétským králem, Sarpédonta, který se stal králem v Lýkii, a Rhadamanta, pozdějšího člena podsvětního soudního tribunálu. Z Diovy vůle se Európa poté, co ji vládce bohů opustil, provdala za krétského krále Asteria. Její jméno nebylo nikdy zapomenuto, připomíná ji navždy název světadílu Evropa.
Únos Európy je vyobrazen na řecké národní variantě mince v hodnotě 2 euro.
Nezřídka se pro Evropu používá i označení „Starý kontinent“ (v návaznosti na objev Ameriky, označované jako „Nový svět“).

## Geografie

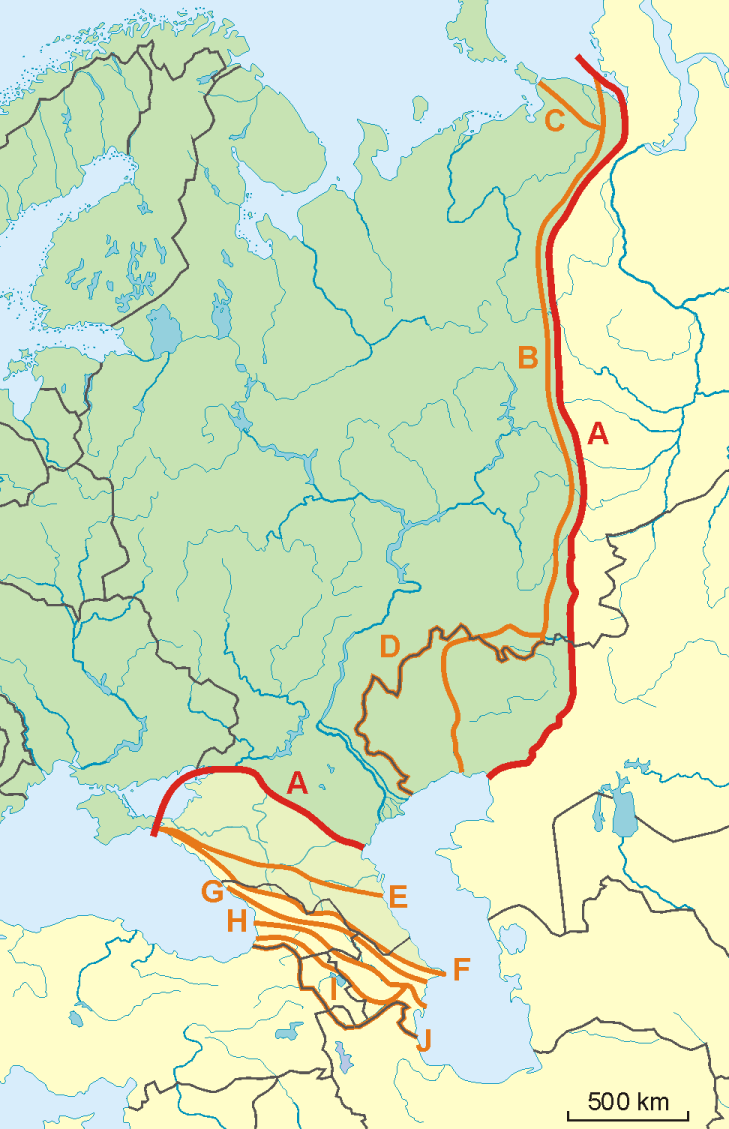
Červeně:
A: „Strahlenbergova“ hranice Ural–Emba a Kumomanyčská propadlina (na řekách Kuma, Manyč a dolní Don)
Oranžově:
B: Ural (pohoří) – Ural (řeka)
C: Mys Jugorské úžiny – Paj-Choj – Ural (pohoří) – Ural (řeka)
D: Ural (pohoří) – Hranice Kazachstánu
E: severní úpatí Velkého Kavkazu
F: rozvodí Velkého Kavkazu
G: jižní úpatí Velkého Kavkazu
H: mezikavkazsko podél řek Rioni a Kura
I: linie Malého Kavkazu a řek Araks a Kura
J: hranice bývalého Sovětského svazu
Běžně přijímaná moderní definice většinou odpovídá čarám „B“ a „F“.

### Hranice mezi Evropou a Asií
Evropa se za samostatný světadíl považuje spíše z historických, kulturních a politických důvodů než z důvodů fyzickogeografických. Hranice mezi Evropou a Asií není v přírodě zjevná a zeměpisci se odedávna přou, kudy má přesně vést. Na vedení hranice ovšem závisí řada charakteristik kontinentu, jeho rozlohou počínaje a nejvyšší horou (Mont Blanc vs. Elbrus) konče.
Méně problematická je severní část hranice, kde se všeobecně přijímá role pohoří Ural (vzniklo v permu nárazem tehdejšího kontinentu Sibiř do Pangey v oblasti někdejší Baltiky). Za rozhraní kontinentů se ovšem nepovažuje hlavní hřeben pohoří, ale jeho východní úpatí (hranice začíná v Bajdarackém zálivu), Ural tedy leží celý v Evropě.
Rozšířená a na českých školách vyučovaná verze dalšího průběhu hranice je po horním toku řeky Ural, po jeho přítoku – řece Or, a dále po řece Embě až do Kaspického moře. Odtud Kumomanyčskou sníženinou podél řek Kuma a Manyč až po ústí Manyče do Donu a po něm do Azovského moře (na mapce vpravo označena písmenem A). Pro hranici vedoucí Kumomanyčskou sníženinou hovoří skutečnost, že právě tudy v posledních dobách ledových vedl průliv, který spojoval Kaspické a Černé moře a současně tak přirozeně odděloval Evropu a Asii.
Alternativ k takto stanovené hranici Evropy se objevuje celá řada. Relativně menší (s menšími důsledky) odchylkou je starší názor na vedení hranice po hřebeni Uralu, dále po celé délce řeky Ural (teče západněji než Emba, ale i v tomto případě do Evropy zasahuje část Kazachstánu), mezi Kaspickým a Černým mořem pak nikoli korytem řek, ale až po severním úpatí Kavkazu (na mapce vpravo kombinace linií B a E).
Další posun hranice z úpatí Kavkazu na jeho hlavní hřeben, který by připravil o post nejvyšší evropské hory francouzsko-italský Mont Blanc a přidělil jej nejvyšší ruské hoře Elbrusu, používají američtí a britští geografové (na mapce vpravo označeno písmenem F). Hranice vedená přesně po rozvodí by také znamenala, že do Evropy se dostanou malé části jinak převážně asijských států Gruzie a Ázerbájdžánu. Řeky Těrek (asi 50 km), Argun (asi 18 km) a Andijské Kojsu pramení na území Gruzie a odtékají na sever do Ruska. Na vrcholu nejvyšší ázerbájdžánské hory Bazardüzü se pak ázerbájdžánsko-dagestánská hranice odklání k severovýchodu a hlavní hřeben klesá zbývajících asi 230 km ázerbájdžánským vnitrozemím k Baku.
Extrémním je v tomto směru pohled některých britských geografů, který posouvá evropské hranice až na severní hranice Turecka a Íránu (na mapce vpravo označeno písmenem J). Pouze v tomto případě by evropskou zemí byla i Arménie a celé území Gruzie a Ázerbájdžánu.

### Poloha, rozloha a vodorovná členitost

Evropa na mapě světa

Název světadílu je pravděpodobně odvozen od akkadského slova ereb či irib („západ Slunce“), jinou verzí je pojmenování podle města Evropa, které se nacházelo v Malé Asii. Evropa tvoří vlastně obrovský poloostrov dvojkontinentu Eurasie. Leží na severozápadě Starého světa.
Krajní body na pevnině jsou:
- na severu mys Nordkinn (Norsko) – 71°08' s. š.
- na jihu mys Punta Marroqui známý též jako Punta de Tarifa (Španělsko) – 35°59' s. š.
- na západě mys Cabo da Roca (Portugalsko) – 9°29' z. d.
- na východě ústí řeky Bajdaraty do Bajdaratského zálivu Karského moře (Rusko) – 68°14' v. d. (pro srovnání: tento poledník prochází např. i Afghánistánem)

Absolutní krajní body Evropy (včetně ostrovů) jsou:
- na severu mys Fligely na Rudolfově ostrově v Zemi Františka Josefa (Rusko) – 81°51' s. š.
- na jihu ostrov Gaudos, při jižním pobřeží Kréty (Řecko) – 34°48' s. š.
- na západě mys Bjargtangar (Island) – 24°32' z. d.)
- na východě ústí řeky Bajdaraty do Bajdaratského zálivu Karského moře (Rusko) – 68°14' v. d.

Rozloha Evropy činí 10,5 mil. km², tj. 7 % světové souše. Je to druhý nejmenší světadíl  po Austrálii a Oceánii.
Evropa má velmi členité pobřeží a je nejčlenitější ze všech světadílů. Délka pobřeží činí 37 000 km. Největší poloostrovy jsou Poloostrov Kola, Skandinávský, Jutský, Pyrenejský, Apeninský, Balkánský poloostrov, Peloponés a Krym.
Největší ostrovy Evropy jsou soustředěny na severozápadě: klikatobřehá Velká Británie, Island a Irsko. Další ostrovy leží na severu: Nová země a Špicberky, Gotland, Öland, Sjælland a na jihu: Mallorca, Sicílie, Sardinie, Korsika, Kréta a Rhodos.

### Povrch

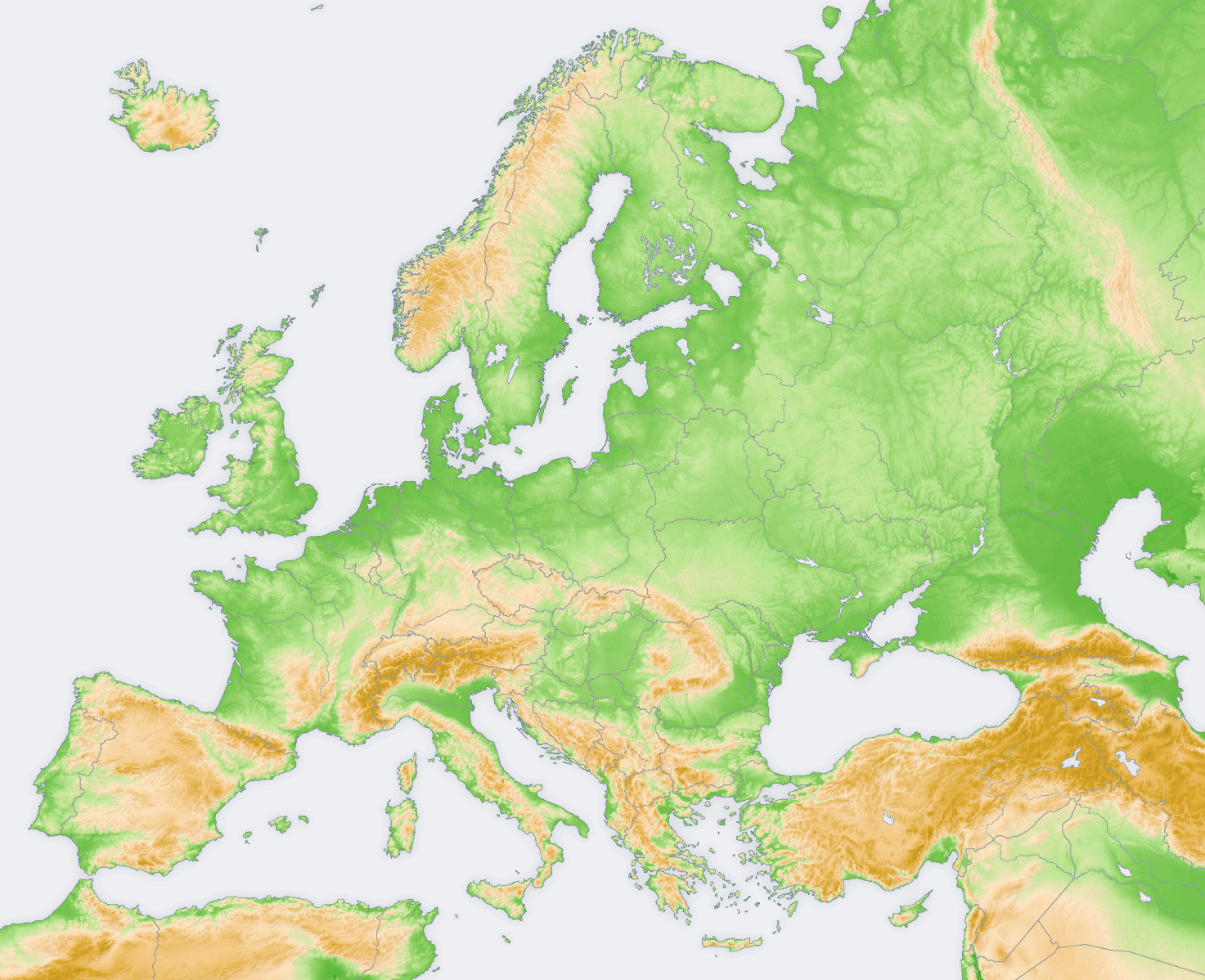
Evropa, fyzická mapa

Evropa má pestrý reliéf. Průměrná nadmořská výška činí 290 m n. m. (nejméně ze všech světadílů). Většinu území zaujímají nížiny (60 %). Rozložení nížin a vysočin plyne z geologické stavby a geomorfologického vývoje.
Nejstarší část Evropy je východoevropská nížinná Fennosarmatia s Východoevropskou rovinou. Zde leží i nejnižší místo Evropy v proláklině Kaspické nížiny (−28 m). Na východě je Východoevropská rovina lemována protáhlým pohořím Ural (1894 m) o délce 2500 km.
Skandinávské pohoří (2469 m) je kaledonského stáří. Ledovce zde vyhloubily typické fjordy. Ledovec poznamenal i Severoněmeckou a Středopolské nížiny.
Hercynské vrásnění vytvořilo Středoněmeckou vysočinu, Český masiv (1603 m) a Francouzské středohoří (1886 m).
Během třetihorního alpínského vrásnění došlo k vytvoření Alp (Mont Blanc, 4808 m) a dalších evropských pohoří (Karpaty (2654 m), Dinárské hory (2694 m), Pyreneje (3404 m) a Apeniny (2912 m). V jižní Evropě se setkáváme i s vulkanismem a zemětřesením. Na Sicílii se tyčí i nejvyšší činná sopka Evropy Etna (3323 m). Dalšími vulkány jsou Stromboli, Monte Epomeo a Vesuv.

### Vodstvo
V Evropě s poměrně vlhkým podnebím je vytvořena poměrně hustá říční síť.
80 % Evropy leží v úmoří Atlantského oceánu. 20 % Evropy je odvodňováno do bezodtokého Kaspického moře, do něhož ústí nejdelší evropská řeka Volha (3531 km, povodí 1 360 000 km², s průměrným ročním průtokem 8220 m³/s). Dalšími velkými řekami jsou Don, Dněpr, Dněstr, Dunaj, Pád, Rhôna, Ebro, Seina, Temže, Rýn, Labe, Odra a Visla.
Maxima vodních stavů jsou ve východní Evropě na jaře a počátkem léta, ve střední a severní Evropě na jaře, v západní a jižní Evropě v zimě a ve velehorách v létě.
Většina evropských jezer je ledovcového původu. Největšími jezery jsou Ladožské (18 360 km²) a Oněžské jezero (9700 km²) v Rusku

### Podnebí

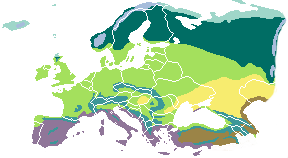
Vegetační pásy

Evropa patří do tří podnebných pásů severní polokoule. Na nejzazším severu je to studený pás se dvěma oblastmi, arktickou a subarktickou, na Špicberkách, Nové zemi a severním pobřeží Ruska. Zde leží i absolutně nejchladnější místo Evropy Usť-Cilma (−69 °C).
Většina Evropy leží v severním mírném pásu. V západní Evropě se rozkládá západopřímořská oblast s převládajícími západními větry a s mírnou zimou i létem. Ve střední Evropě je oblast přechodná, teplé léto se srážkami se střídá se zimou s trvalou sněhovou pokrývkou. Východní Evropa leží ve vnitrozemské (kontinentální) oblasti s dlouhými, studenými zimami a horkými léty. Zde leží nejsušší místo Evropy Astrachaň (180 mm ročně).
Nejvyšší absolutní teplota byla naměřena v močálu Pantano de Guadalmelatto u Córdoby (52 °C) ve středomořské oblasti subtropického pásu. V tomto pásu leží i nejdeštivější místo Evropy Crkvice (4624 mm ročně).

### Přírodní krajiny
Vegetační pásy jsou závislé na podnebných poměrech. Do Evropy jich zasahuje sedm: mrazové pustiny, tundry a lesotundry s mechy a lišejníky, tajga s jehličnatými lesy, smíšené a listnaté lesy, stepi a lesostepi se suchomilnými trávami, většinou proměněná v kulturní step s úrodnou půdou, subtropické listnaté opadavé a vždyzelené suchomilné lesy a trnité křoviny macchie a pouště a polopouště v kaspické oblasti. V horách je vyvinuta výšková stupňovitost s alpínskou květenou.
Zvířena má typické zástupce: soba v tundrách, losa, vlka, medvěda hnědého, rysa, jelena a rosomáka v tajze, lišku, vydru, zajíce a ježka ve smíšených a listnatých lesích, kamzíka v horských oblastech a různé druhy ptáků, plazů, obojživelníků, ryb a hmyzu.
Původní přírodní prostředí je chráněno k přírodních rezervacích a národních parcích.

### Evropské geografické rekordy

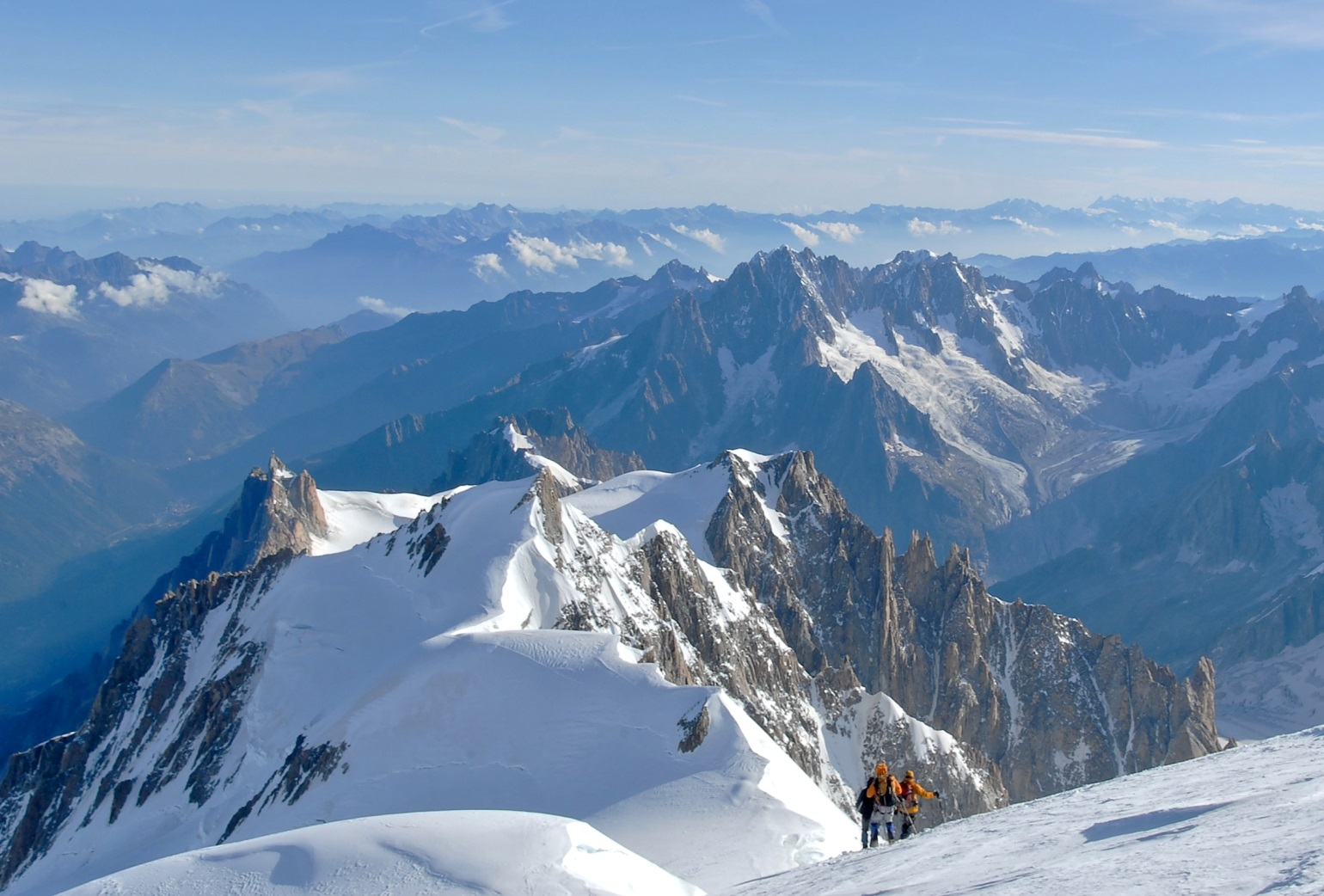
Mont Blanc je tradičně považován za nejvyšší vrchol Evropy

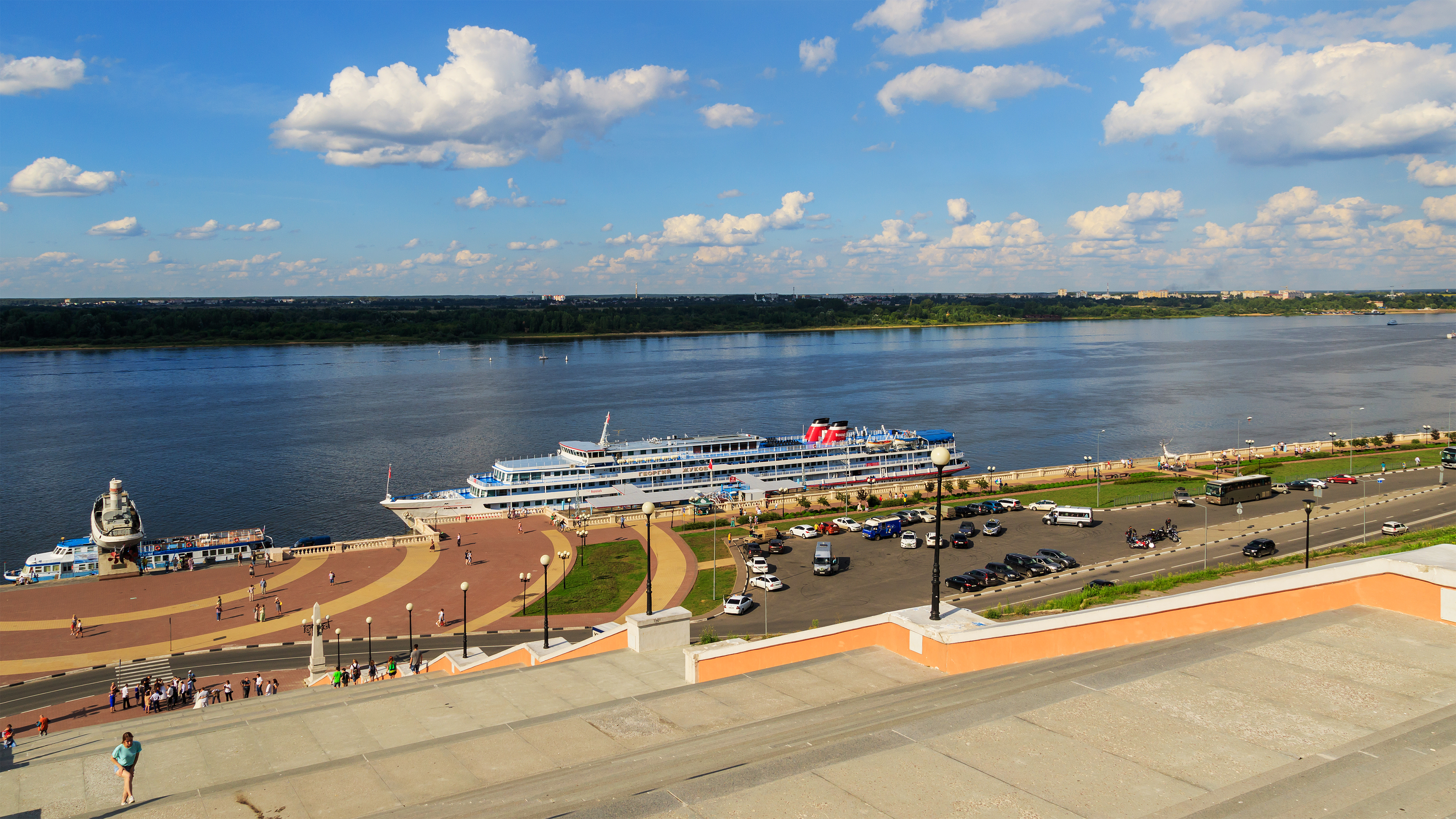
Ruská Volha je nejdelší a nejvodnatější řeka v Evropě

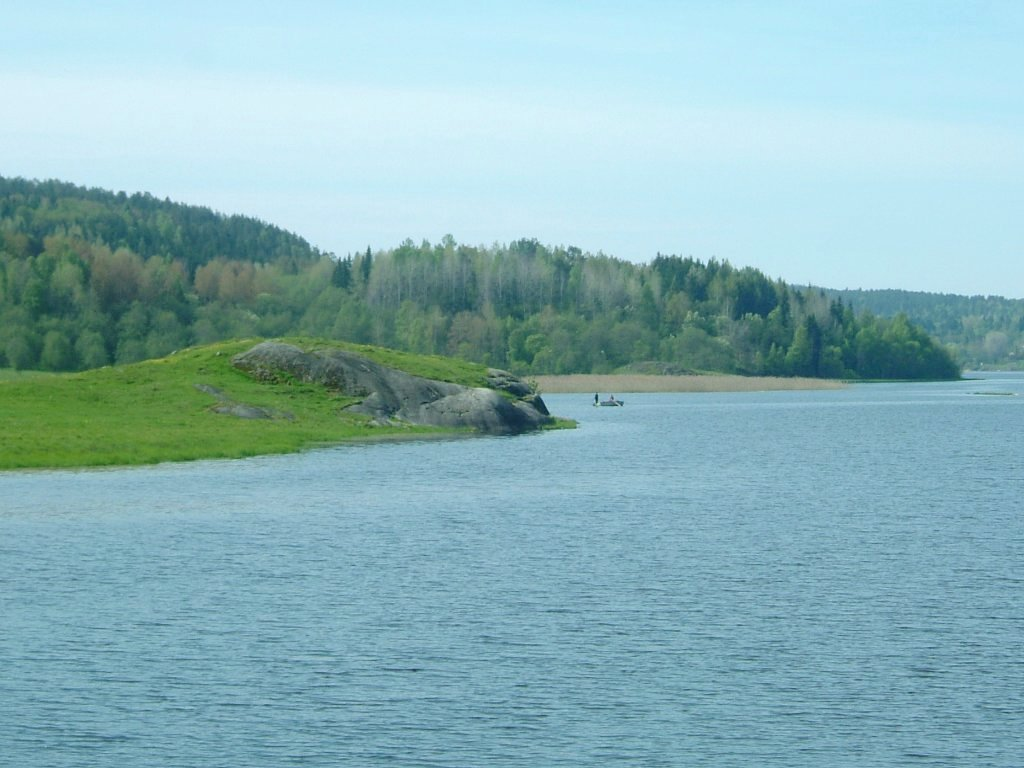
Ladožské jezero je největší v Evropě

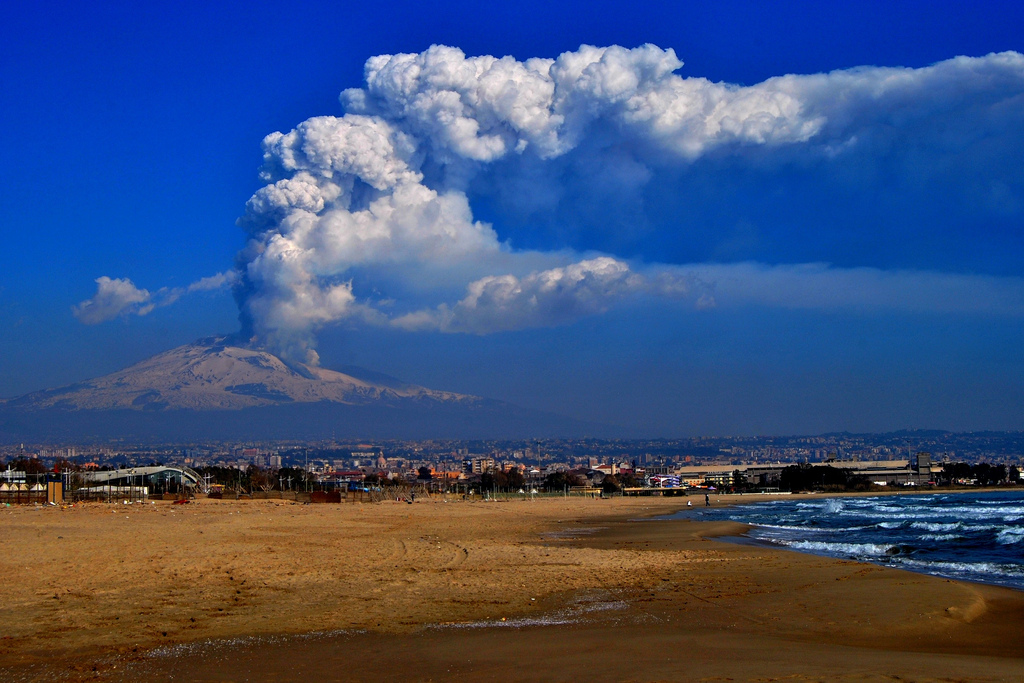
Nejvyšší činná sopka Etna na Sicílii

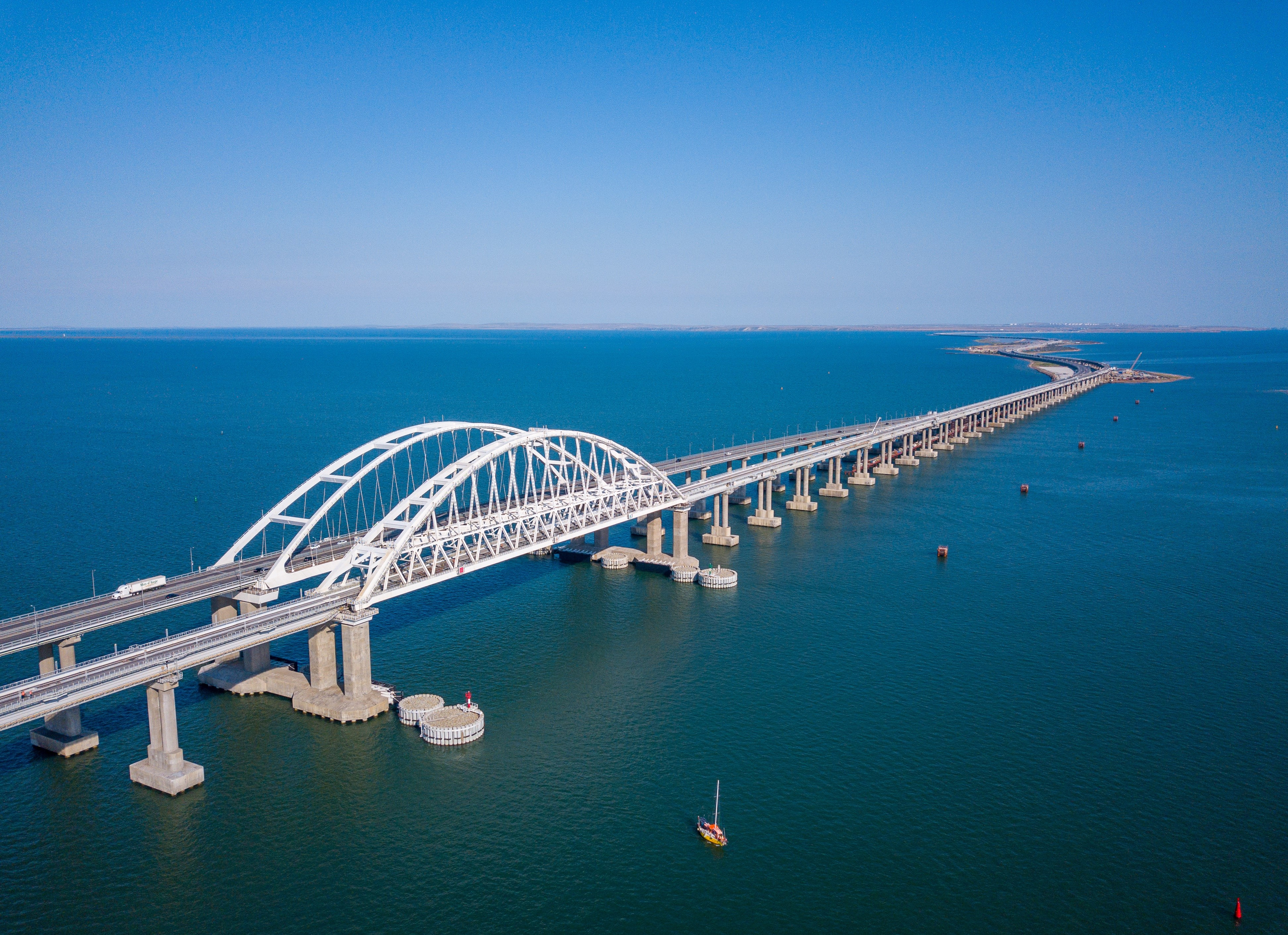
Nejdelší most – Krymský most

Nejvyšší hory
- Elbrus (Эльбрус) 5642 m n. m., Kavkaz (viz spor o geografické vymezení Evropy)
- Mont Blanc (Monte Bianco) 4808 m n. m., Savojské Alpy
- Monte Rosa (Pic Dufour) 4634 m n. m., Penninské Alpy
- Dom 4545 m n. m., Valaiské Alpy
- Weisshorn 4505 m n. m., Valaiské Alpy
- Matterhorn (Monte Cervino) 4478 m n. m., Penninské Alpy
- Dent Blanche 4357 m n. m., Valaiské Alpy
- Grand Combin 4314 m n. m., Valaiské Alpy
- Finsteraarhorn 4274 m n. m., Bernské Alpy
- Aletschhorn 4195 m n. m., Bernské Alpy

Nejvyšší činné sopky
- Etna 3323 m n. m., Sicílie
- Beerenberg 2277 m n. m., Jan Mayen
- Askja 1510 m n. m., Island
- Hekla 1491 m n. m., Island
- Vesuv 1277 m n. m., Itálie
- Stromboli 926 m n. m., Liparské ostrovy
- Théra 584 m n. m., Řecko

Nejdelší řeky
- Volha (Rusko) 3534 km
- Dunaj (Německo, Rakousko, Slovensko, Maďarsko, Chorvatsko, Srbsko, Rumunsko, Bulharsko, Moldavsko, Ukrajina) 2857 km
- Ural (Rusko, Kazachstán) 2428 km
- Dněpr (Rusko, Bělorusko, Ukrajina) 2200 km
- Don (Rusko) 1950 km
- Kama (Rusko) 1805 km

Největší jezera
- Ladožské jezero (Rusko) 18 130 km²
- Oněžské jezero (Rusko) 9616 km²
- Vänern (Švédsko) 5650 km²
- Saimaa (Finsko) 4377 km²

Další rekordy
- největší ostrov – Velká Británie
- největší město – Istanbul (celý, včetně asijské části) resp. Moskva[pozn. 1]
- největší ledovec – Jostedalsbreen
- největší stát podle rozlohy – Rusko
- nejhustší železniční síť – Švýcarsko
- nejhustší silniční síť – Belgie
- nejdelší silniční tunel – Lærdalstunnelen (Norsko)
- nejdelší železniční tunel – Gotthardský úpatní tunel (Švýcarsko)
- nejrychlejší vlak – TGV (Francie), Frecciarossa (Itálie)
- nejdelší most – Krymský most (Rusko, Ukrajina)
- největší poloostrov – Skandinávský poloostrov

## Dějiny

### Pravěk

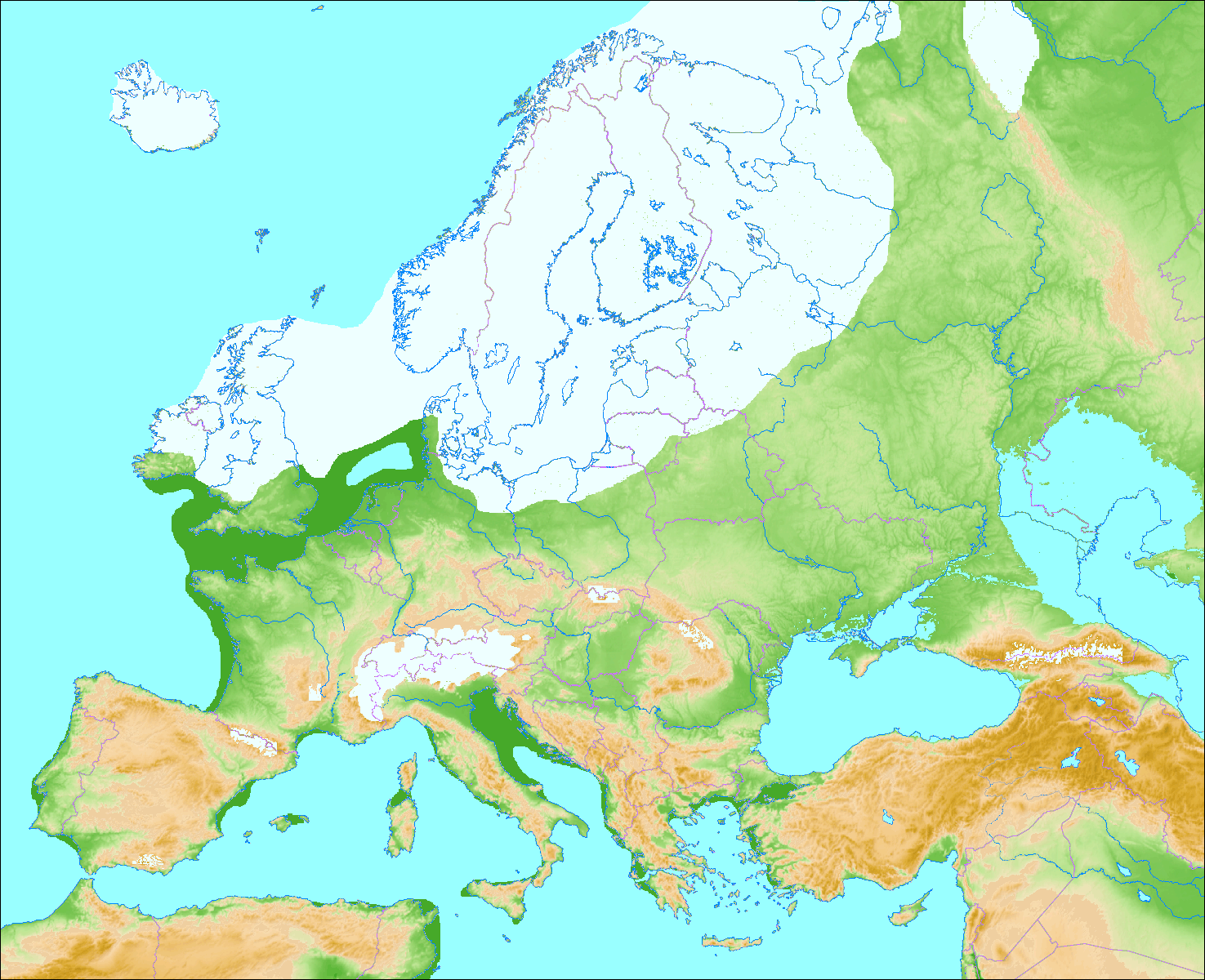
Evropa během poslední doby ledové, která skončila před 12 tisíci lety

#### Paleolit
První doložení lidé v Evropě byli Homo antecessor, kteří do ní pronikli před 800 tisíci lety a před 600 tisíci lety se vyvinuli v Homo heidelbergensis a ti zas pod vlivem snižujících se teplot před 250 tisíci lety na Homo neanderthalensis. Stali se nositeli kultur jako micoquien, moustérien a châtelperronien a před 70 tisíci lety osídlili i Přední východ a střední Asii. První Homo sapiens v Evropě se začali nejspíš šířit před 45 tisíci lety Středomořím a na Balkán. Přibližně před 36 500 lety pak přichází ze střední Asie další populace Homo sapiens nazývaná kromaňonci a zakládá kulturu aurignacien a během interglaciálu před 29 tisíci lety z Arabského poloostrova nositelé kultury gravettien. V této době, nejspíš pod vlivem přečíslení nově příchozími vymírají neandrtálci (Homo neanderthalensis). V období 22 – 10 tisíci lety následují kultury solutréen, magdalénien, hamburská, ahrensburg a swiderien. S koncem poslední doby ledové lidé živící se jako lovci a sběrači migrují do Evropy.

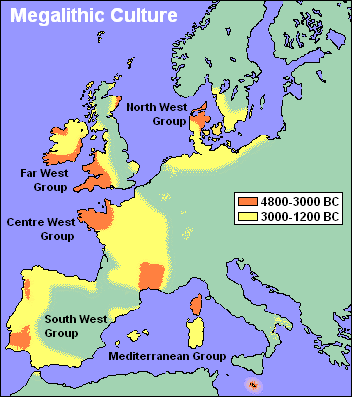
Vývoj evropské megalitické kultury

#### Mezolit
Přibližně kolem roku 8 000 př. n. l. začíná s koncem doby ledové v Evropě mezolit, který v regionech méně vhodných pro zemědělství, jako je severní Evropa, trval až do doby 5 – 4 000 př. n. l. Oteplení v této době způsobilo počátek rozsáhlého zalesňování Evropy.

#### Neolit
Neolit počíná s příchodem zemědělství, které se do Evropy rozšířilo z Předního východu. V Řecku začíná kolem roku 7 000 př. n. l., ve střední Evropě kolem roku 6 000 př. n. l., v západní Evropě kolem roku 5 000 př. n. l. a nakonec, kolem roku 4 000 př. n. l. i na Britských ostrovech a v jižní Skandinávii. Mezi neolitické kultury patří například kultura s lineární keramikou rozšířená v letech 5 500 – 4 500 př. n. l. ve střední Evropě, kultura Vinča rozšířená mezi 6. a 3. tisíciletím na Balkáně a také tzv. megalitické kultury v západní Evropě a západním Středomoří šířící se od 4. tisíciletí. Dodnes známá a zachovaná naleziště památek megalitické kultury se táhnou téměř polokruhem od Skandinávie, před Britské ostrovy, Francii, Pyrenejský poloostrov až po středomořské ostrovy (kde zahrnují i severoafrické pobřeží); další naleziště jsou v severním Německu, Polsku na Balkáně, v Palestině, Turecku. Jen málo se dosud ví o spojitosti se stavbami podobného charakteru na ostatních kontinentech.

#### Eneolit
Eneolit nebo chalkolit počíná se zpracováním mědi, v Evropě nejdříve na Balkáně kolem roku 4 500 př. n. l. V letech 4 000 – 2 700 př. n. l. se ve střední a severní Evropě objevuje kultura s nálevkovitými poháry a jižně od ní v letech 3 400 – 3 000 kultura s kanelovanými poháry. V letech 2 400 – 1800 př. n. l. se po většině Evropy kultura se zvoncovými poháry.
Kolem roku 2 800 př. n. l. se objevují dvě kultury považované za první doložitelné Indoevropany v Evropě, jedná se o kulturu se šňůrovou keramikou a kulturu okrových hrobů rozšířené východní a střední Evropě od Finska po Balkán.

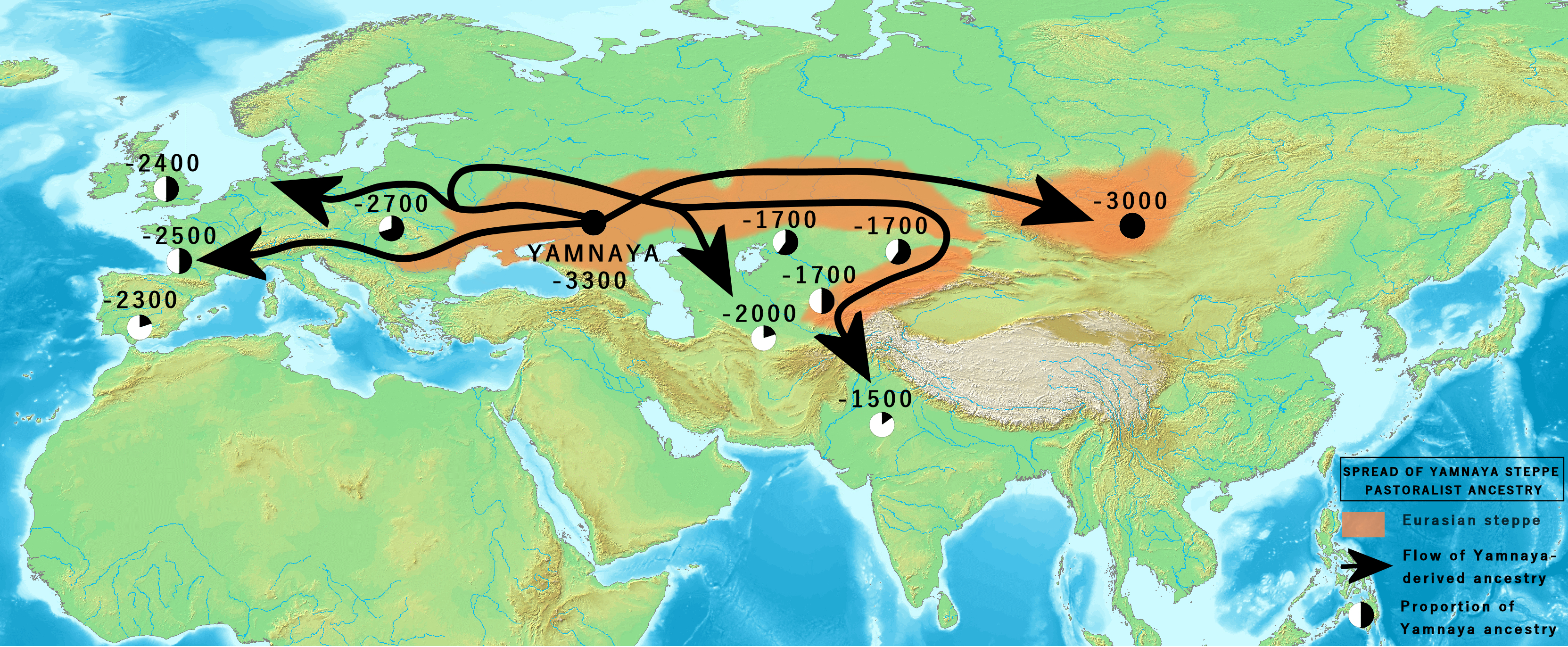
Migrace lidu jámové kultury, která po Evropě rozšířila indoevropské jazyky

Na původu většiny moderních Evropanů se podílely tři odlišné migrační vlny: mezolitičtí lovci a sběrači, vzešlí z kromaňonské populace, neolitičtí zemědělci, kteří se začali stěhovat do Evropy před 9000 lety z Anatolie během neolitické revoluce v zemědělství, a pastevci jámové kultury, kteří se stěhovali z pontsko-kaspické stepi ve východní Evropě v souvislosti s indoevropskými migracemi před 5000 lety.

### Starověk

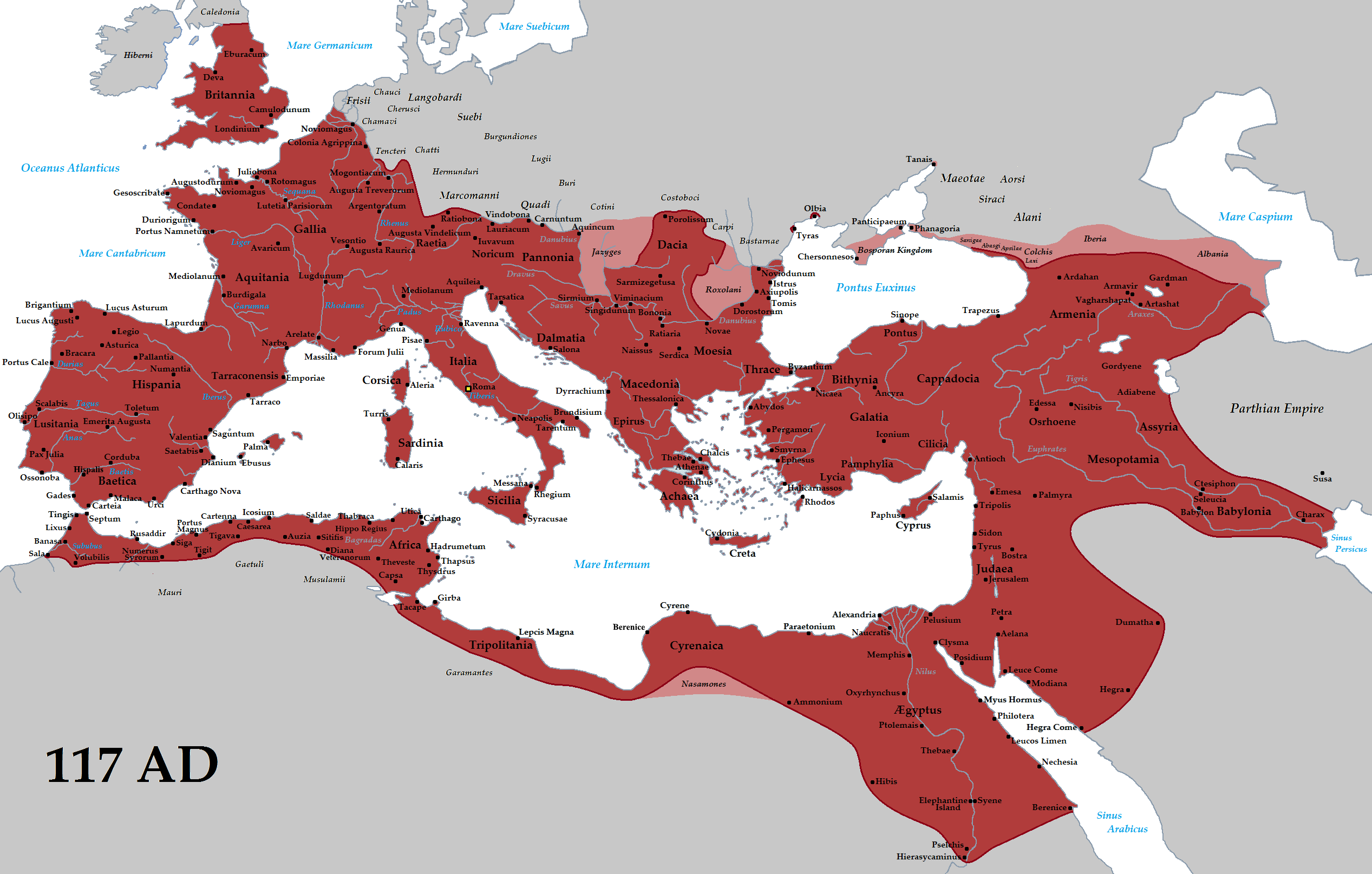
Římská říše za vlády císaře Traiana roku 117 n. l.

Evropa po smrti franckého krále Karla Velikého roku 814

Od 3. tisíciletí př. n. l. počíná v oblasti Egejského moře doba bronzová, představovaná Egyptem ovlivněnou Mínojskou civilizací, vznikající kolem roku 2700 př. n. l. na Krétě, a následovná civilizací mykénskou, která zanikla kolem roku 1200 př. n. l. Ve střední Evropě počíná zpracování bronzu kolem roku 2 300 př. n. l. a dochází k rozvoji únětické kultury, která je v letech 1300 – 750 př. n. l. následována kulturou popelnicových polí.
Západní, střední a částečně i jižní a východní Evropu obývali Keltové, předfstavující tzv. laténskou kulturu. Nejzazší kořeny Keltů sahají přinejmenším do období kolem poloviny 2. tisíciletí př. n. l. Přestože není jisté, zda všechny kmeny měly stejný rasový původ, vyspěly postupně v etnikum s jednotným jazykem, kulturou a s vlastním náboženstvím. Jejich největší rozkvět nastal mezi 6. a 1. stoletím př. n. l. (laténská kultura) – rozvinuli zemědělství, obchod, nebo umělecké a řemeslné činnosti, mj., šperky a ražbu peněz. Užívali i písmo. V 1. století př. n. l. podlehli Keltové v severní Itálii, Galii a Británii vojenské expanzi Římanů a byli postupně asimilováni či vytlačeni do Skotska a Irska. Dodnes se v západní Evropě hovoří jazyky z keltské jazykové skupiny: velštinou, irštinou, skotskou gaelštinou, kornštinou a bretonštinou.
Od roku 800 př. n. l. se v jižní Evropě v řeckých městských státech a později v Římě postupně rozvíjela antická civilizace. Rozkvět řeckých městských států byl doprovázen rozvojem antické kultury, umění, náboženství a filosofie. Největšího rozšíření dosáhla řecká kultura v období helénismu. V Itálii se Římské království (753–509př. n. l.), navazující na kulturu Etrusků, přerodilo v Římskou republiku (509–27 př. n. l.) a později Římskou říši (27 př. n. l. – 476 n. l.). Římané během své dlouhé vojenské expanze vyvrátili a ovládli území mnoha kultur, např. Kartágo, Kelty v Galii a Británii, antické Řecko, Dacii a Egypt, podmanili si středomoří a část západní Evropy. V Římské říši se začalo šířit v Judeji vzniklé křesťanství, které se mezi lety 313–392 postupně dostává do pozice jediného povoleného státního náboženství Římské říše, a nahrazuje tak původní antická náboženství. Západořímská říše zanikla roku 476 během stěhování národů, Východořímská říše přetrvala až do roku 1453, kdy podlehla expanzi Osmanských Turků. Latina jako úřední řeč Římské říše se stal základem rodiny románských jazyků a římské právo ovlivnilo zákoníky pozdějších evropských států.

### Středověk

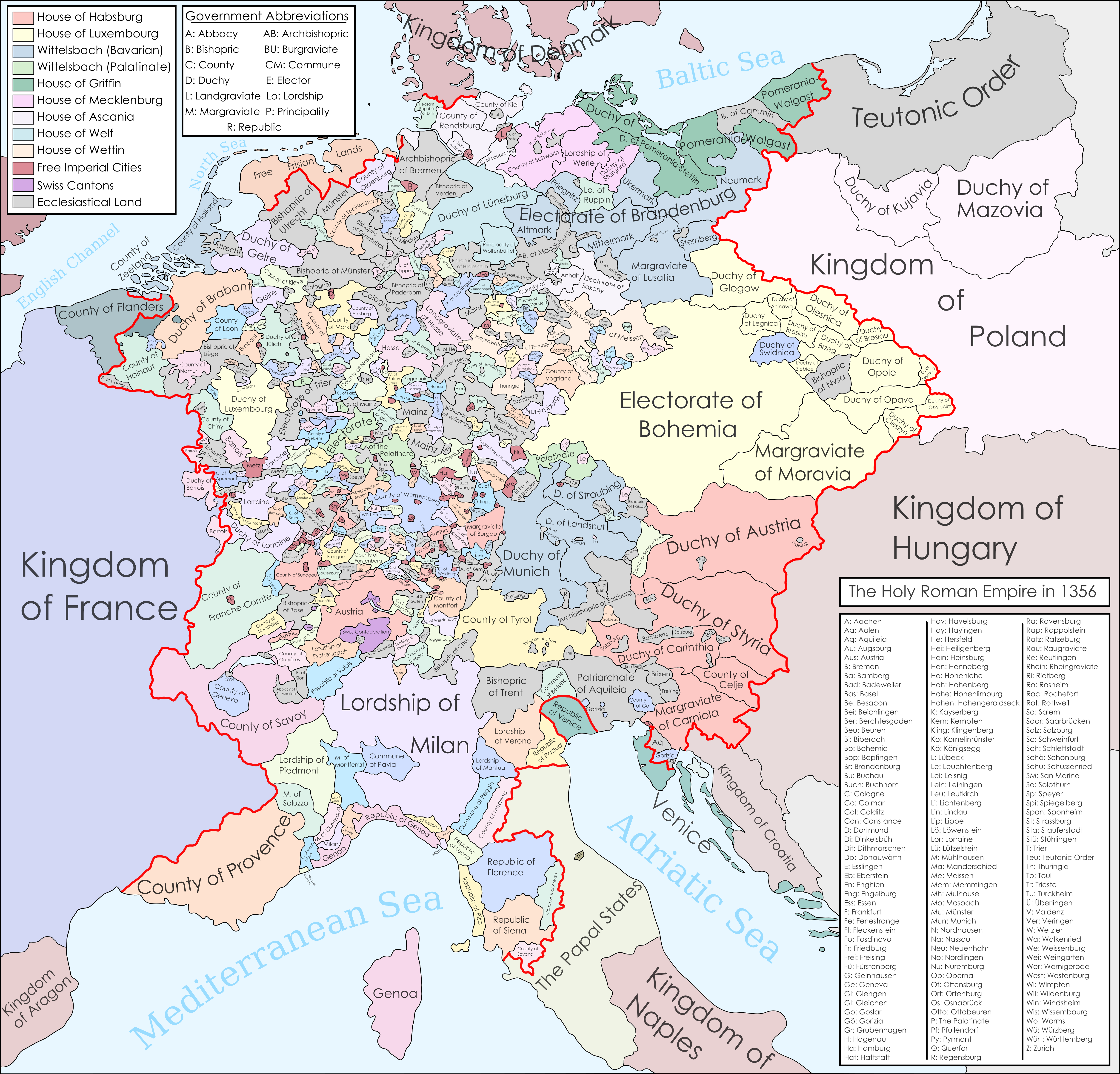
Svatá říše římská v době vydání Zlaté buly Karla IV. roku 1356

V dynamickém období stěhování národů a příchodu nových, na západě většinou germánských kmenů, vznikalo na území rozkládající se Římské říše mnoho nových politické útvarů, z nichž některé se udržely, rozšířily a přerodily do středověkých států – Franská říše v 5. století, Langobardská říše v Itálii od roku 568, anglosaské státy v Anglii v 5.–6. století nebo Dánsko roku 800. Tyto nástupnické státy zčásti přejaly a se svou vlastní kulturou skloubily kulturní dědictví pozdní antiky, především římské právo a křesťanství, ale i antickou filosofii.
Již v 5. a 6. století je území střední Evropy na východ od řek Labe a Sála, východní Evropy i Balkánu obýváno Slovany. Před christianizací Slovanů patřily mezi dodnes zaznamenaná kulturně-náboženská centra slovanského náboženství např. chrámy v Retře nebo v Arkoně (do roku 1168). Mezi doložené slovanské politické útvary patřily např. některé kmenové svazy Polabských Slovanů (např. svaz Luticů či Oboritů), Sámova říše (624–659), Velkomoravská říše (833–906), Bulharská říše v 7. století, Kyjevská Rus (později Rusko), Chorvatsko, Srbsko, České knížectví v 9. století a Polsko roku 960. České knížectví se od roku 1004 začlenilo do Svaté říše římské a roku 1198 bylo povýšeno na České království.
Některé státy, které již přijaly křesťanství, se snažily christianizovat a ovládnout dosud pohanská území, což se neobešlo bez násilí např. v případech christianizace Sasů Franskou říší, christianizace Polabských Slovanů již křesťanskými Sasy, christianizace pohanských Prusů a dalších pobaltských kmenů Německými rytíři nebo christianizace Norska a Islandu.
Rozmach západní katolické církve byl charakterizován vznikem papežského státu v 8. století. Od roku 711 pronikali na Pyrenejský poloostrov Arabové. Do uherských nížin v 9. století pronikají Maďaři, kteří se zde udrželi i díky pozdějšímu přijetí křesťanství. Od 10. století nastal trvalý tisíciletý demografický růst a hospodářský a kulturní rozvoj.
Vytlačením Arabů z Pyrenejského poloostrova během reconquisty bylo umožněno vytvořit Portugalsko roku 1139 a Španělsko sjednocením Aragonie a Kastilie roku 1479. Dobytím arabské Granady roku 1492 bylo vytlačení Arabů z Evropy ukončeno.

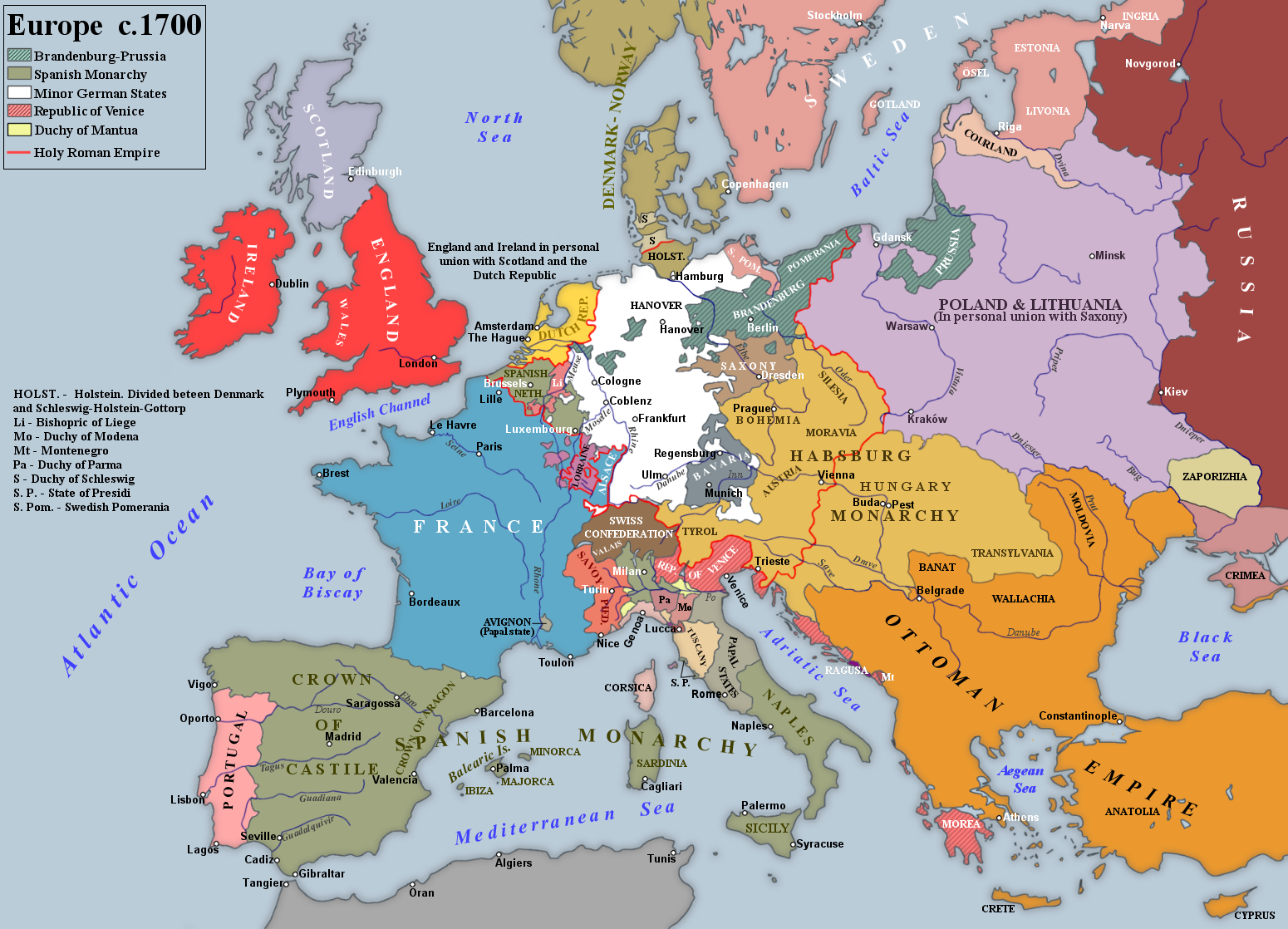
Evropa na počátku války o španělské dědictví roku 1701

Po rozpadu Franské říše roku 843 byly položeny základy Francie a Německa. V Itálii vznikaly mezitím od 11. století městské státy. Postupným rozpadem německé části Franské říše vznikly mimo jiné roku 1156 Rakousko, roku 1291 Švýcarsko a později do 17. století Prusko.
Z odporu proti vnějšímu nepříteli vznikly velké mezistátní unie: polsko-litevská unie roku 1386, která zanikla vlastními nedostatky v letech 1772–1795, a kalmarská v letech 1397–1523.
Ve 14. století začali pronikat na Balkán Osmanští Turci. Roku 1389 porazili Srby na Kosově poli a roku 1453 vyvrátili Byzantskou říši.
Roku 1415 zahájili Portugalci dobytím africké Ceuty evropskou expanzi do zámoří.
Tato expanze zahajuje novověk. Roku 1492 byla objevena Amerika a roku 1498 přistáli Portugalci v Indii. Planeta byla poprvé obepluta v letech 1519–1522. Ve stejné době definitivně ukončila středověk a jeho pojetí společnosti renesance.

### Novověk

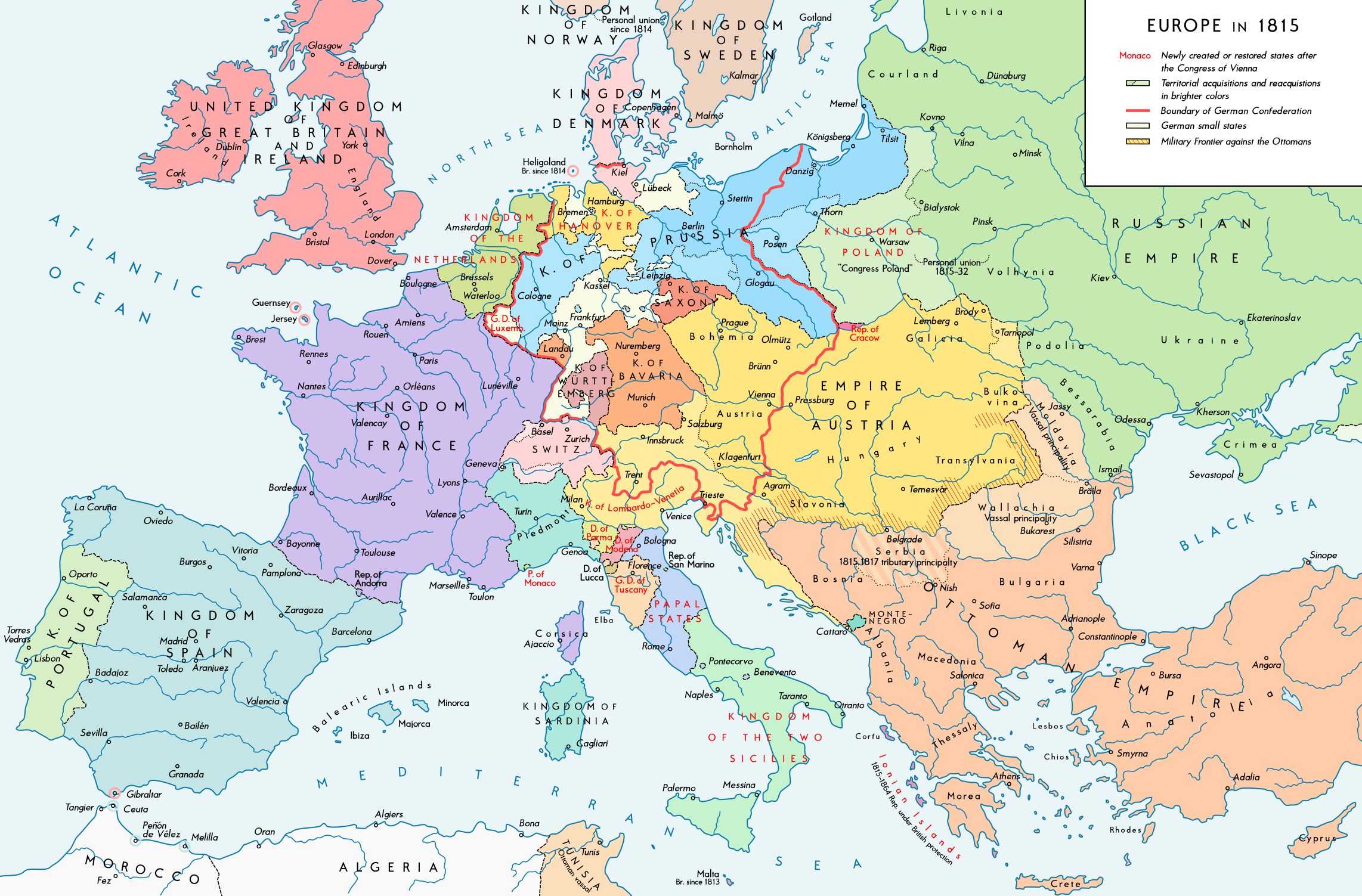
Mapa Evropy po Vídeňském kongresu roku 1815

Roku 1526 zahájili Habsburkové budování mnohonárodnostního impéria kolem rakouských zemí ve střední Evropě, do něhož se dostala i řada do té doby samostatných zemí (České země, Maďarsko, Chorvatsko). Povstání české protestantské šlechty proti katolickým Habsburkům bylo začátkem třicetileté války, která zdevastovala velkou část střední Evropy. České země za vlády Habsburků ztratily během válek o rakouské dědictví území Slezska, které od roku 1742 připadlo Prusku. Po porážce v prusko-rakouské válce bylo finálním produktem roku 1867 Rakousko-Uhersko.
Novým státem se stalo Nizozemí, vzniklé z revoluce proti Španělsku v letech 1565–1581. Roku 1707 vznikla propojením Anglie a Skotska Velká Británie a později připojením Irska Spojené království.
Od 15. stol. vytvářely země jako Španělsko, Portugalsko, Francie, Nizozemsko nebo Anglie velké koloniální panství s rozsáhlými državami v Africe, Americe a Asii.
V 18. stol. propukla průmyslová revoluce, spojené s proměnou předprůmyslové společnosti, založené převážně na zemědělské a řemeslné výrobě, ve společnost industriální, založenou na strojní, průmyslové výrobě. Kromě technického rozvoje přinesla i bídné životní podmínky dělníků, kteří se stěhovali do měst za prací z venkova.
Po francouzské revoluci 1789–1794 a napoleonských válkách vznikly v několika vlnách státy na národním principu, který revoluce přinesla: 1822 Řecko svržením turecké nadvlády, 1830 Belgie oddělení od Nizozemí, 1859 Rumunsko sloučením dvou tureckých vazalů Valašska a Moldávie, 1861 Itálie sjednocením drobných italských států, 1871 Německo obdobným způsobem, sjednocením kolem Pruska, 1905 Norsko oddělením od Švédska, 1908 obnovené Bulharsko zrušením vazalství na Turecku a 1912 Albánie svržením turecké nadvlády.

### Moderní dějiny

Evropa v roce 1923 a změny hranic po první světové válce

Po první světové válce 1914–1918 vznikla další generace evropských států: 1917 Finsko oddělením od Ruska, 1918 Polsko obnovením z částí Německa a Ruska, Československo, Rakousko a Maďarsko rozpadem Rakousko-Uherska, Estonsko, Lotyšsko a Litva oddělením od Ruska, Jugoslávie sloučením Srbska, Černé Hory a části Rakousko-Uherska, 1921 Irsko oddělením od Británie a 1922 Sovětský svaz sloučením sovětských republik, vzniklých v důsledku Říjnové revoluce v Rusku. První světová válka znamenala podlomení evropské vlády nad planetou.

Od Štětína na Baltu po Trieste na Jadranu se po celém kontinentu skládala železná opona. Winston Churchill, 5. března 1946

Po druhé světové válce 1939–1945, která definitivně zničila evropskou moc, byla během studené války (1946–1989) Evropa rozdělena na dva politické a ekonomické bloky: východní blok ovládaný Sovětským svazem a na západní blok západoevropských zemí politicky spojených s USA a Kanadou. Československo přišlo o území Podkarpatské Rusi. Nových států vzniklo už jen několik: 1944 Island oddělením od Dánska, 1949 dva německé státy obnovením v okupačních pásmech, 1964 Malta vyhlášením nezávislosti na Británii.
Výrazným politickým procesem v Evropě je tzv. integrační proces, zahájený vytvořením Beneluxu 1948 a vznikem Severoatlantické aliance (NATO) 1949, Evropského hospodářského společenství 1957 a pokračující vznikem Evropské unie 1993.
Roku 1989 došlo k destrukci komunistických totalit v Polsku, Maďarsku, Československu, Bulharsku a Rumunsku a později i v Albánii. Východní blok se rozpadl. S koncem studené války bylo možno roku 1990 i znovusjednotit Německo. V roce 1991 se rozpadl Sovětský svaz a byl nahrazen Společenstvím nezávislých států. Tento vývoj se neobešel bez konfliktů například v Moldávii, pobaltských státech nebo na Kavkaze. Ve stejném roce začal i rozpad komunistické Jugoslávie a následné konflikty vyvolaly Válku v Jugoslávii. Rozpadem Jugoslávie vznikly státy následnické: Slovinsko, Chorvatsko, Bosna a Hercegovina, Severní Makedonie a později Srbsko, Černá Hora a Kosovo. Roku 1993 se rozpadlo Československo na Česko a Slovensko.

## Demografie

Jazyková mapa Evropy

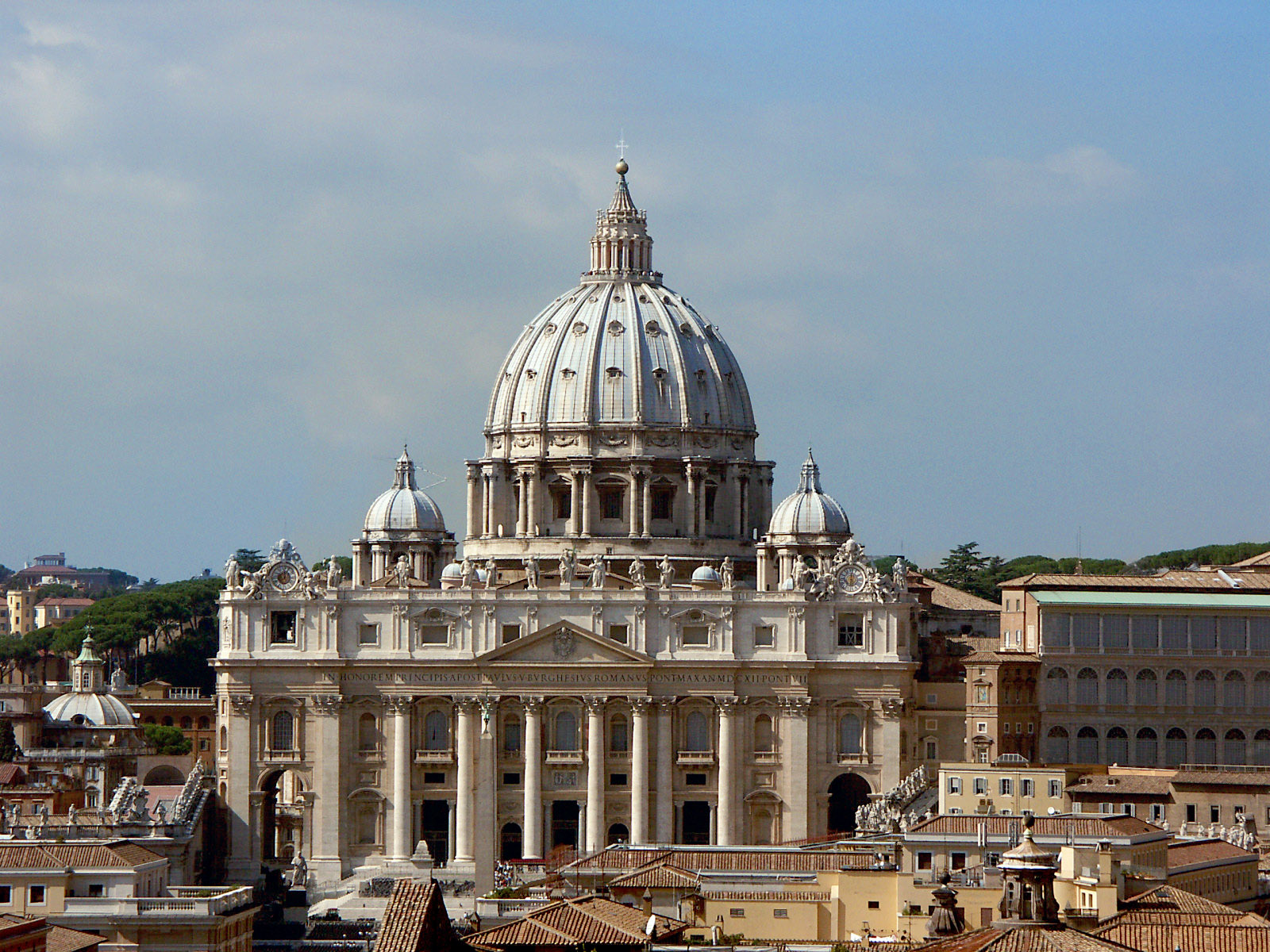
Největší kostel na světě – bazilika svatého Petra ve Vatikánu

Evropa má 718 mil. obyvatel, tj. 9,6 % světové populace. Hustota zalidnění je vysoká, 72 obyvatel/km2. Současný stav a rozmístění obyvatelstva je výsledkem složitého vývoje. Největší hustotu zalidnění mají kromě miniaturních států Monaka, Vatikánu a Malty, Nizozemsko (390 obyvatel/km2), Belgie (340 obyvatel/km2) a Velká Británie (250 obyvatel/km2).
Naopak nejnižší hustotu zalidnění mají v Evropě: Island (3 obyvatelé/km2), Kazachstán (4 obyvatelé/km2), ale to je evropský stát jen malou částí svého území, Rusko (9 obyvatel/km2), ale jeho hustota zalidnění vypočítaná na celé území Ruska hustotu v evropské části zkresluje, a Norsko (13 obyvatel/km2).
Přírůstek činí 0,3 %, porodnost dosahuje 13 prom. a úmrtnost 11 prom. Obyvatelé Evropy se v průměru dožívají 68 let (muži) a 77 let (ženy), muži tvoří 49 % obyvatelstva a ženy 51 %.
Nejrozšířenější jazykovou skupinou v Evropě jsou slovanské jazyky. Obyvatelstvo tvoří hlavně tři větve indoevropské jazykové rodiny: slovanská, germánská a románská. Mnoho národů patří k jiným jazykovým skupinám, např. uralské nebo afroasijské. Slovanskými jazyky se v Evropě podle počtu rodilých mluvčích mluví nejvíce.
Nejpočetnějšími evropskými národy jsou Rusové (147 mil.), Němci (81 mil.), Francouzi (65 mil.), Angličané (64 mil.), Italové (61 mil.), Španělé (47 mil.), Ukrajinci (42 mil.) a Poláci (38 mil.).
Znakem všech průmyslových oblastí je nakupení sídel, zejména ve střední Anglii, Nizozemsku, Porúří, Porýní a v Sasku, v Horním Slezsku, Donbasu a Pádské nížině.

### Náboženství
Nábožensky převažuje v evropském prostoru křesťanství, které do Evropy pronikalo v období od 1. do 13. století. V mnoha zemích však náboženství ustupuje silné sekularizaci a nezájmu obyvatel o náboženské záležitosti, což je nejvíce patrné v případě severských zemí, Česka, Francie a Estonska. Na druhou stranu v některých tradičně katolických zemích přetrval velký vliv katolické církve, klasickým příkladem jsou Polsko, Litva, Irsko, Malta, San Marino a samozřejmě Vatikán. Mezi další větve křesťanství v Evropě patří pravoslaví a na severu a v Anglii protestantismus. V některých oblastech na Balkáně převládlo jako hlavní náboženství sunnitský islám. K roku 2012 jsou nejpočetnější náboženství v Evropě: křesťanství (75,2 %), bez vyznání (18,2 %), islám (5,9 %) a ostatní (0,7 %).

## Hospodářství

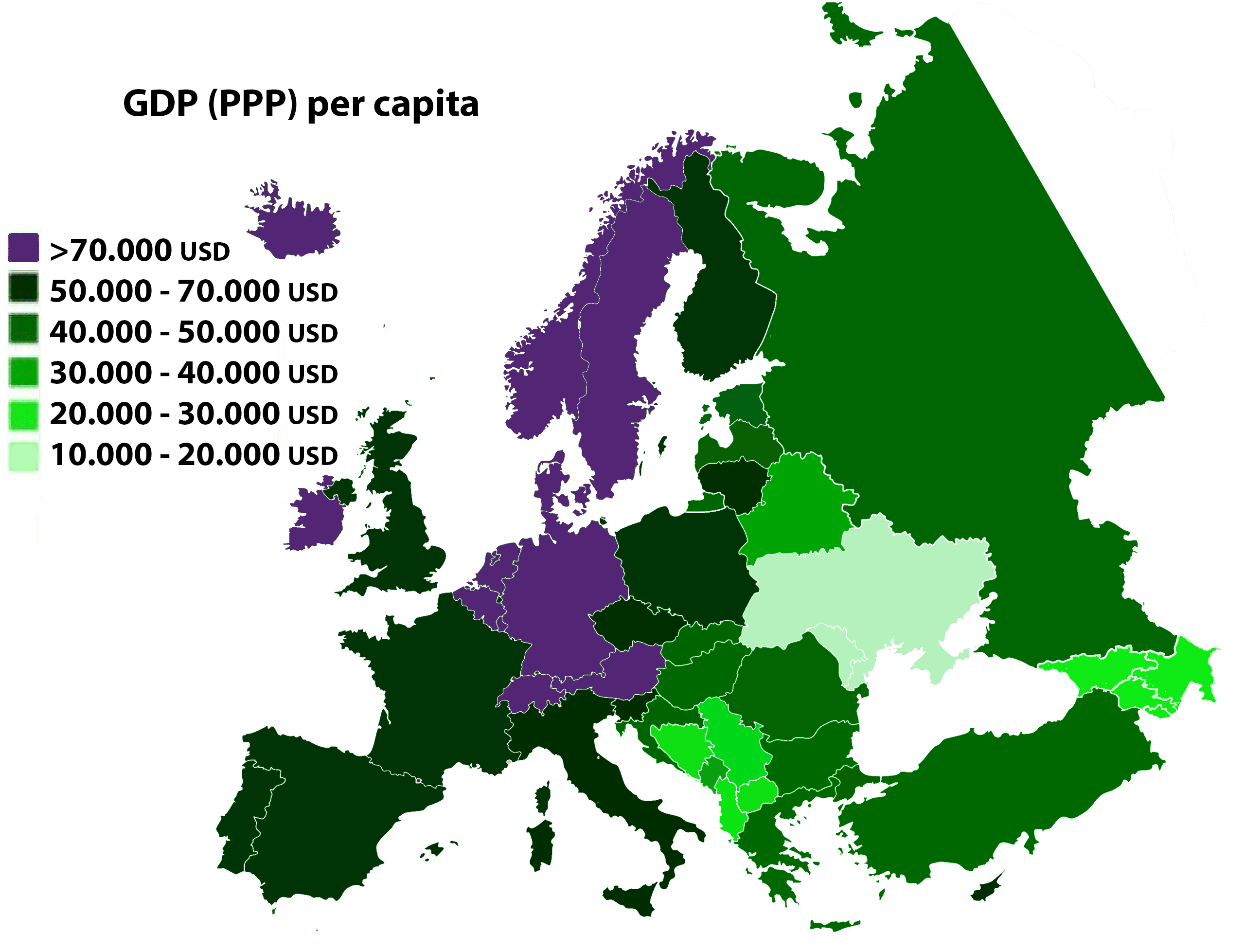
HDP v Evropě podle parity kupní síly na počet obyvatel

Evropa patří k hospodářsky nejvyspělejším oblastem planety. Průmyslová odvětví mají dlouhou tradici, zemědělství je intenzivní. Ze světového hlediska má význam těžba uhlí, ropy, zemního plynu, železné rudy, bauxitu, niklu, rtuti, magnezitu, fosfátů a draselných solí.
Nejdůležitějším průmyslovým odvětvím je strojírenství. V Evropě jsou rozvinuty všechny druhy dopravy a má největší objem zahraničního obchodu ze všech světadílů.
Zelená dohoda pro Evropu počítá s koncem používání uhlí do roku 2033, s podporou jaderné energetiky a se zákazem prodeje nových osobních automobilů se spalovacími motory po roce 2035.
Největší evropskou národní ekonomikou v nominálním HDP je Německo, následované Francií, Spojeným královstvím, Itálií a Ruskem. Těchto pět zemí je umístěno ve světové top 10, evropské ekonomiky tedy tvoří polovinu deseti největších ekonomik světa.

## Fauna a flóra
V Evropě musí divoce rostoucí rostliny a divoce žijící živočichové bojovat o prostor se zemědělstvím, sídly lidí a průmyslem. Přesto Evropa se svými mnoha klimaty a habitaty poskytuje obživu mnoha rozmanitým formám života v přírodě.

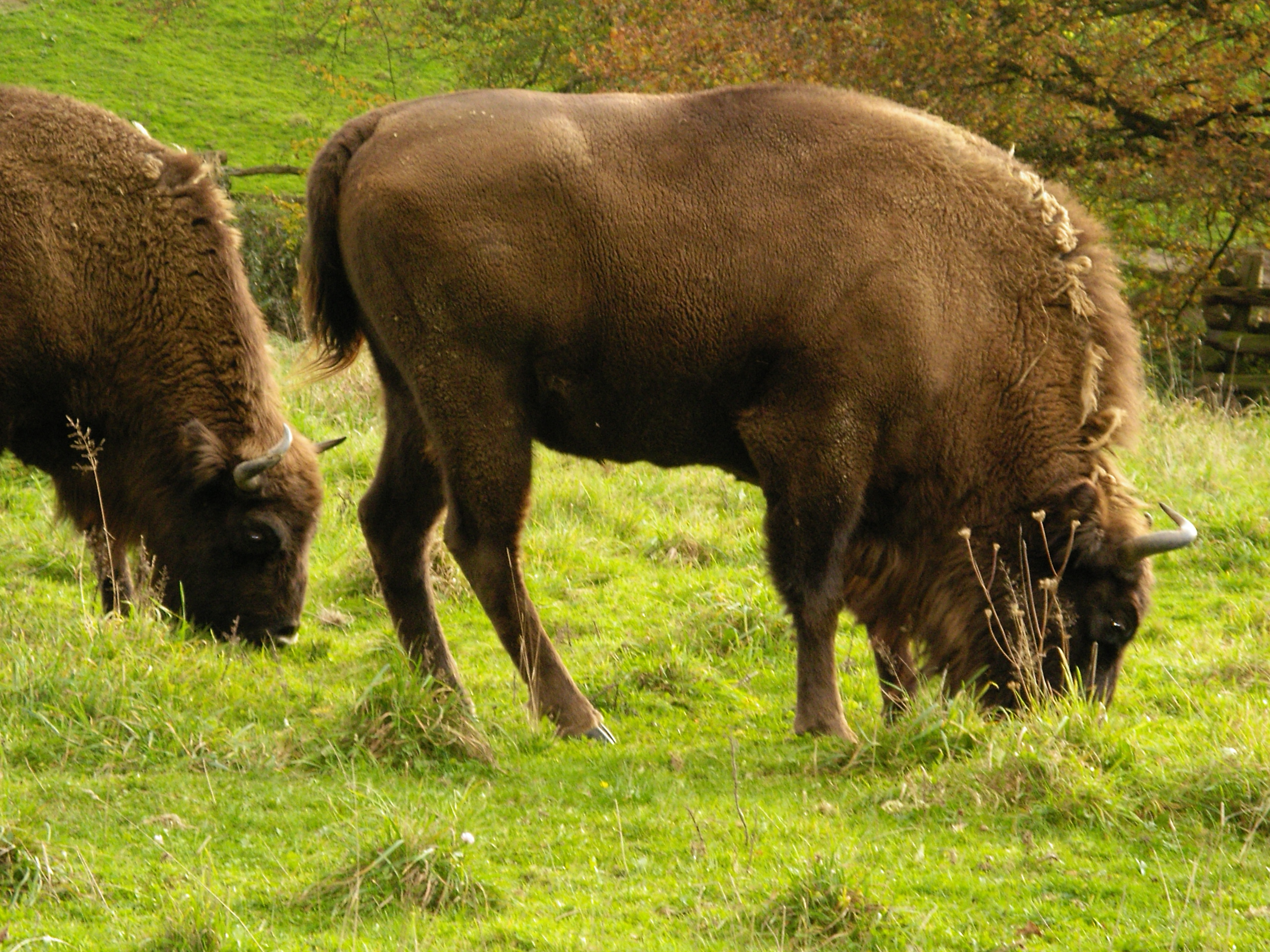
Kdysi velmi rozšířený v mírném pásmu Eurasie, Zubr evropský nyní žije pouze v chráněných oblastech na hranici Polska a Běloruska

Chladné oblasti kolem severního polárního kruhu jsou domovem sobů, hus a sovic sněžních. Trochu více na jih rostou mechy a lišejníky. Tundra, jež je po většinu roku zmrzlá, ustupuje lesům tvořeným smrkem a břízou. Tyto lesy se rozprostírají po celé severní Evropě a potulují se v nich medvědi a vlci.
V mírnějších klimatech severozápadní Evropy jsou smíšené lesy tvořeny dubem, jasanem a bukem a jsou domovem veverek, vysoké zvěře, divokých kanců a mnoha druhů ptáků. Mořští ptáci, jako například racci, alky a terejové, hnízdí na skalnatém pobřeží Atlantského oceánu. V Atlantském oceánu žije celá řada různých druhů ryb včetně tresky, sledě, lososa, sardinek a jesetera.
Travnaté oblasti střední Evropy jsou z velké části využívány pro zemědělství, ale poskytují také obživu mnoha savcům a ptákům. Velcí sokoli a orli loví koroptve, křepelky, myši, krtky, krysy a další malé živočichy tohoto pásma.
Dále na jih v horském pásmu Alp nalezneme formy života v přírodě typické pro tuto oblast, např. savce, kteří si vyhrabávají nory a říká se jim svišti, a kamzíky podobné koze. Mezi alpské květiny patří tmavomodrý hořec a trsovitý plesnivec alpský.
Na nejjižnějších cípech Evropy, kolem Středozemního moře, se daří olivovníkům, cypřišům a borovicím piniím. Na teplém slunci tohoto pásma se vyhřívají hadi, ještěrky a želvy.

## Politický přehled

Politická mapa Evropy

Staří Řekové začali kolem roku 450 př. n. l. k politickému rozhodování užívat demokracii, která se v jejich době vztahovala pouze na výše postavenou společenskou vrstvu. Ve středověku měli v Evropě silný politický feudální vliv panovníci nebo představitelé římskokatolické a pravoslavné církve. Na počátku 18. století se v Evropě formovalo několik států výrazných mocností, např. Španělsko, Spojené království či Ruské impérium. Tyto státy zbohatly kolonizací území v Asii, Africe, Americe či v Austrálii. Řada těchto kolonií získala nezávislost až v minulém století.
První světová válka (1914–1918) i druhá světová válka (1939–1945) začaly v Evropě. Po druhé světové válce se kontinent rozdělil na komunistické země na východě, vedené Sovětským svazem, a nekomunistické země na západě, podporované Spojenými státy americkými. Evropa se stala centrem boje o moc mezi komunistickými a nekomunistickými zeměmi. Tento boj byl znám pod pojmem studená válka. V 80. letech 20. století vedly reformy v Sovětském svazu a východní Evropě k pádu tamního totalitního režimu. Po rozpadu Sovětského svazu, Jugoslávie a Československa vznikly nové státy. Studená válka skončila, ale konflikty mezi etnickými skupinami a ekonomické problémy způsobily ve východní Evropě nové zdroje napětí.
V roce 1995 bylo 15 západoevropských států spojeno v Evropskou unii. Tato organizace vznikla v 50. letech. Dnes je jejím cílem, aby politicky a ekonomicky sjednotila různé země Evropy.

### Politické členění Evropy

#### Státy

Schengenský prostor (modře)

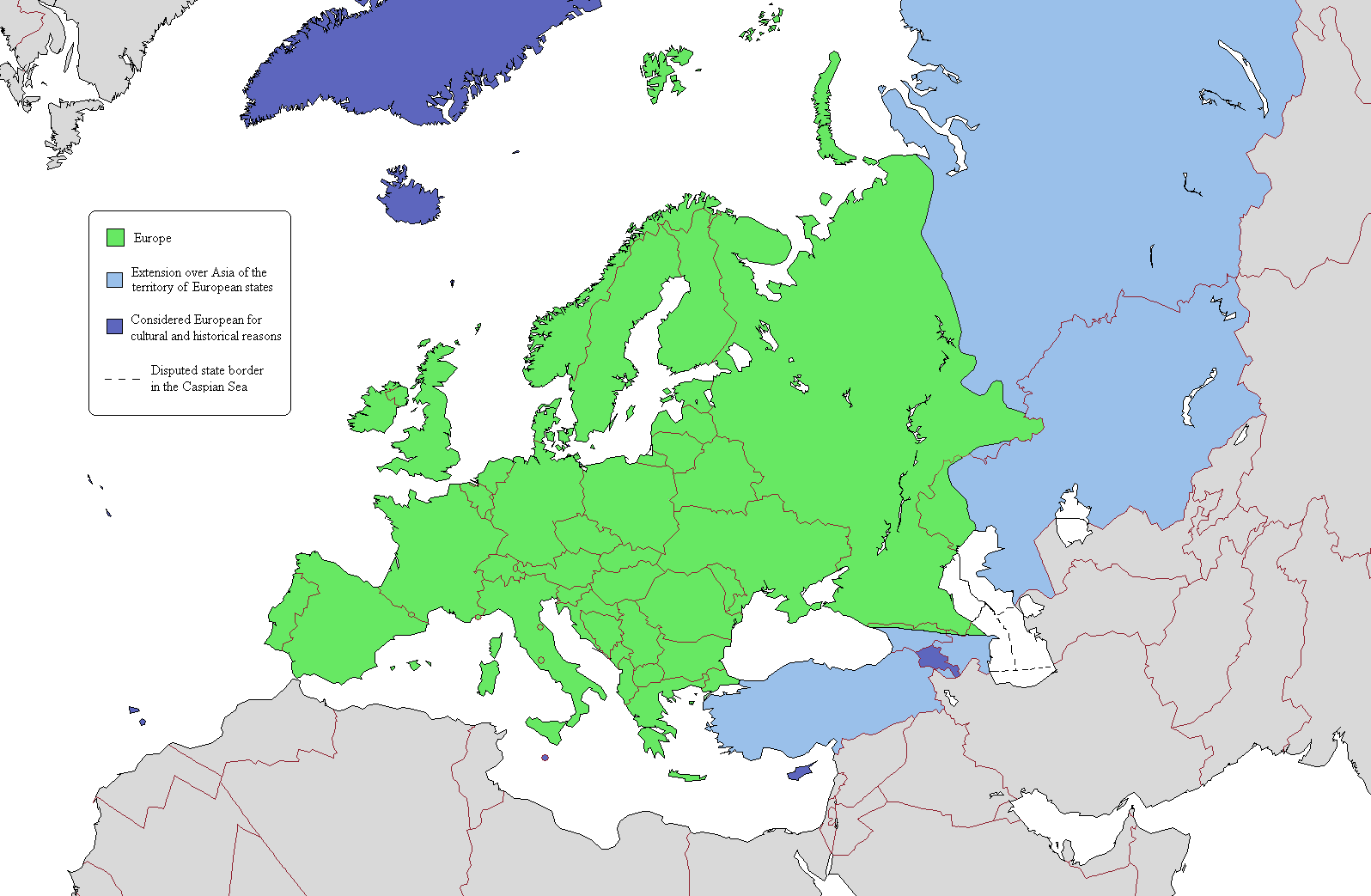
Územní vymezení Evropy
evropské území
asijské území evropských států
státy kulturně a historicky zařazované do Evropy

Na evropském kontinentu a k němu náležících ostrovech se nachází území 46 nezávislých států.
- Albánie
- Andorra
- Belgie
- Bělorusko
- Bosna a Hercegovina
- Bulharsko
- Černá Hora
- Česko
- Dánsko
- Estonsko
- Finsko
- Francie
- Chorvatsko
- Irsko
- Island
- Itálie
- Kazachstán (část)
- Lichtenštejnsko
- Litva
- Lotyšsko
- Lucembursko
- Maďarsko
- Malta
- Moldavsko
- Monako
- Německo
- Nizozemsko
- Norsko
- Polsko
- Portugalsko
- Rakousko
- Rumunsko
- Rusko (část)
- Řecko
- San Marino
- Severní Makedonie
- Slovensko
- Slovinsko
- Spojené království
- Srbsko
- Španělsko
- Švédsko
- Švýcarsko
- Turecko (část)
- Ukrajina
- Vatikán

Seznam těchto zemí může však být modifikován na základě jiných hledisek. Vyřazeny mohou být země, jejíchž menší část se nachází v Evropě, ovšem většina jejich území leží mimo Evropu a státy jako takové se pohybují v jiném kulturním rámci (Kazachstán a Turecko). Naopak na základě kulturně-politického hlediska bývá do Evropy zařazován i Kypr. Další tři státy se nacházejí na rozmezí Evropy a Asie v oblasti Kavkazu a vzhledem k nejednotnému určení evropsko-asijské hranice se mohou některé jejich části, či dokonce celá jejich území, nacházet v Evropě. Jedná se o:
- Arménie
- Ázerbájdžán
- Gruzie
- Kypr

Kromě těchto samostatných států se v Evropě nachází
- tři autonomní souostroví:
  -  Alandy (Finsko)
  -  Faerské ostrovy (Dánsko)
  -  Špicberky (Norsko)
- jedno zámořské území:
  -  Gibraltar (Spojené království)
- jedno zámořské území na rozhraní Evropy a Asie:
  -  Akrotiri a Dekelia (Spojené království)
- tři závislá území:
  -  Jersey (Spojené království)
  -  Guernsey (Spojené království)
  -  Man (Spojené království)
- další státní útvary, které nejsou všeobecně uznávány:
  -  Kosovo – uznáno 108 státy světa
  -  Podněstří – uznáno jen Abcházií, Jižní Osetií a Náhorním Karabachem
- další státní útvary na rozhraní Evropy a Asie, které nejsou všeobecně uznávány:
  -  Abcházie – uznána šesti členskými státy OSN a čtyřmi státy nečlenskými
  -  Jižní Osetie – uznána šesti členskými státy OSN a čtyřmi nečlenskými
  -  Severní Kypr – uznán jen Tureckem

S výjimkou Ruska (členství 1996–2022), Běloruska, Vatikánu, Kazachstánu a mezinárodně neuznaných států jsou všechny evropské země členy Rady Evropy. Nejvýznamnějším politickým uskupením současné Evropy je potom Evropská unie sdružující 26 evropských zemí a Kypr, který je geograficky přičítán Asii, politicky, historicky a kulturně pak spíše Evropě.

#### Části Evropy
| Severozápadní Evropa                       |                                     | Severní Evropa - Severské státy - Skandinávie |  | Severovýchodní Evropa - Baltské státy |
| Západní Evropa - Benelux - Britské ostrovy | Střední Evropa - Visegrádská čtyřka | Východní Evropa                               |  |                                       |
| Jihozápadní Evropa - Pyrenejský poloostrov | Jižní Evropa                        | Jihovýchodní Evropa - Balkán                  |  |                                       |
|                                            |                                     |                                               |  |                                       |